# Àrea tancada de la frontera
L'Àrea tancada de la frontera (en anglès Frontier Closed Area, xinès 邊境禁區 cantonès Yale bīngíng gamkēui) establerta per l'Ordre d'Àrea tancada de la Frontera, 1951, és una àrea de zona fronterera a Hong Kong estrds cap a dins des de la frontera amb Xina. A qualsevol persona que ingressi a la zona, se li requereix un Permís d'Àrea Tancada.

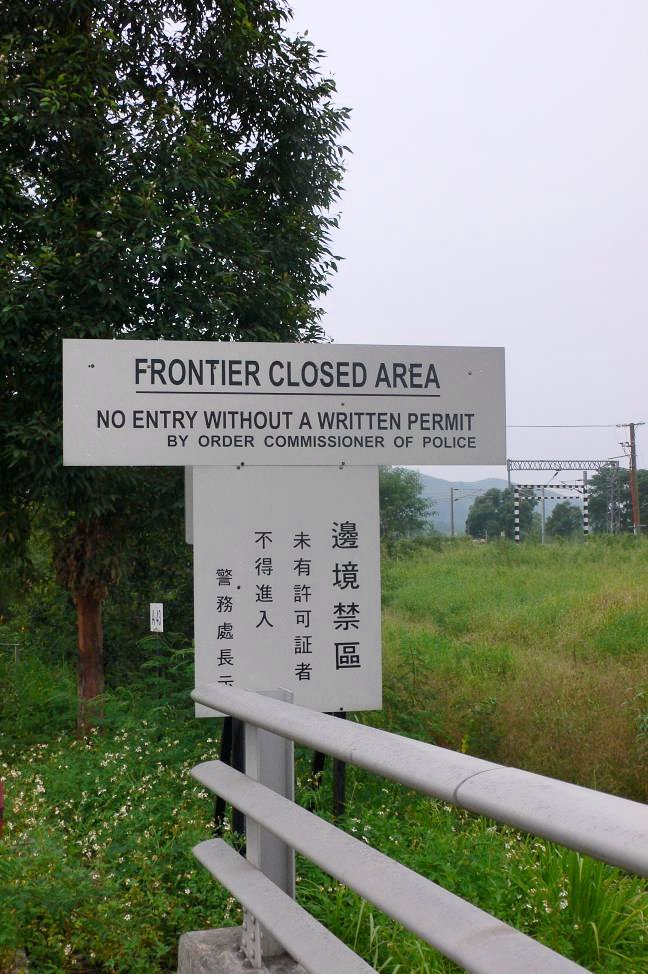
Senyal de l'Àrea tancada de la frontera a Lo Wu

Establerta per evitar els immigrants procedents de la Xina i altres activitats il·legals, l'àrea tancada és la barrera fronterera al llarg del seu perímetre que serveix com a amortiment entre la frontera tancada i la resta del territori. Els desenvolupaments estan ben controlats dins de la zona, que s'ha convertit en un hàbitat natural per a animals i plantes.

## Història
L'àrea es va establir sota l'Ordre d'Àrea Tancada de la Frontera, 1951.
Per lluitar contra el contraban durant la guerra de Corea, es va establir un toc de queda a la zona tancada el 1952. Els veïns havien de romandre a l'interior des de mitjanit fins a les 4:00 am, a menys que obtinguessin un permís especial de la policia. Després de la guerra, es va conservar el toc de queda per ajudar a controlar la immigració il·legal.
Es va construir una simple tanca de filferro a la frontera entre 1950 i 1953. Més endavant es va descriure com "feble" al South China Morning Post, en què els grups de refugiats podrien esquivar-la fàcilment.
Els límits de l'Àrea Tancada de la Frontera es van ajustar sota l'Ordre de l'Àrea Tancada de la frontera de 1959, publicada el 20 de febrer de 1959. El 1962 milers de refugiats il·legals intentaven entrar a Hong Kong cada dia. En resposta el maig de 1962 es va construir una segona tanca més robusta, feta de concertina,lleugerament al sud de la tanca original.
Segons l'Esmena a l'Ordre de la zona tancada de la frontera de 1982, publicada el 24 de juny de 1982, la zona es va expandir en quatre quilòmetres quadrats a l'oest de Mai Po, a prop de Pak Hok Chau. L'àrea de la frontera es va ajustar encara més amb l'Ordre d'àrea tancada de la frontera de 1984, publicada el 7 de setembre de 1984. Les esmenes reflectien la reubicació del punt de control Man Kam To, i també va excloure completament Lei Uk de l'àrea tancada. Els deures de la patrulla fronterera van ser transferits de l'exèrcit britànic al Destacament de Patrulla de Camp a l'octubre de 1992.
El toc de queda nocturn a l'àrea tancada de la fronterera es va suspendre a partir de l'1 d'agost de 1994. El Secretari de seguretat Alistair Asprey va declarar que pretenia "equilibrar els drets individuals i la necessitat de combatre la immigració il·legal".

## Permís d'àrea tancada
Un permís d'àrea tancada és un document emès per la Força de Policia de Hong Kong per permetre que persones amb lligams o residents a la zona viatjar i sortir de l'àrea tancada de la frontera. Els visitants de la reserva Mai Po també estan obligats a sol·licitar un permís d'entrada al Departament d'Agricultura, Pesca i Conservació

## Proposta de reducció 2006
El setembre de 2006 el govern va proposar la reducció de l'ATF de 28 km² (la seva mida en el moment) a 8 km². Segons la proposta aprovada, la major part de l'ATF serà designada i l'ATF només es mantindrà al voltant dels passos fronterers.
Això serà possible gràcies a la construcció d'una tanca secundària al llarg dels camins fronterers, de manera que la majoria dels pobles de l'ATF en quedaran fora sense haver de comprometre la integritat de la frontera. Un estudi de planificació havia estat realitzat pel departament de planificació.
Segons el progrés de la nova tanca, la reducció s'implementarà en quatre etapes, amb la finalització prevista a principis de 2015. Els membres del públic ja no hauran d'obtenir un permís per entrar a les zones excloses.

## Primera fase d'implementació
El 15 de febrer de 2012, les àrees al voltant de Sha Tau Kok (però no la ciutat), així com Mai Po, foren tretes de l'àrea tancada de la frontera, obrint 740 hectàrees de terra per a accés públic. Fou desmantellat un punt de control en el perímetre original, a Shek Chung Au, i les seves funcions van ser assumides per un nou punt de control fora de Sha Tau Kok.

### Problemes ambientals
Els ecologistes i el WWF han assenyalat que la proposta tindrà impactes negatius sobre la l'ecologia de les zones excloses.

## Àrees situades a l'àrea fronterera tancada
- 1. Districte de Lok Ma Chau (inclou el punt de control Lok Ma Chau, punt de control de Lok Ma Chau Spur Line, parts del pantà de Lok Ma Chau, parts de les Reserves Naturals de Mai Po i parts de Pak Hok Chau)
- 2. Districte Ta Kwu Leng (inclou el punt de control de Lo Wu, petites parts del poble de Lo Wu, estuaris del riu Ng Tung, Yuen Leng Tsai, punt de control Man Kam To i els estuaris del riu Nam Hang)
- 3. Districte de Sha Tau Kok (inclou ls bils Sha Tau Kok Tow el punt de control Sha Tau Kok, parts de Shan Tusi, Yuen Tun Shan, Kong Ha, San Kwai Tin, Pak Kung Au i parts de Mo Lo Lau)
- 4. Districte del carrer Chung Ying
- 5. Tot l'illot de Starling
- Nota 1: El poble de Lin Ma Hang ha estat alliberat de l'àrea tancada de la frontera des de 2016. No obstant això, l'única carretera que uneix el poble i Ta Kwu Ling es va mantenir com a part de l'àrea tancada. Qualsevol persona que vulgui entrar a Lin Ma Hang ha de demanar un permís de l'`strs tancada llevat que hi accedeixi per camins de muntanya. Una estació de policia està situada a 1.300 metres de l'entrada del poble per prohibir l'entrada il·legal a l'àrea tancada.
- Nota 2: El poble de Lo Wu ha estat alliberar de la zona tancada des de 2016. No obstant això, l'única carretera que unia el poble i la carretera principal de Man Kam To va romandre com a part de la zona tancada. Una gran quantitat de cases de poble es troba al costat de l'àrea tancada. Qualsevol que tingui la intenció d'ingressar al poble ha d'aplicar un permís de zona tancada perquè pugui entrar al poble utilitzant la carretera o el ferrocarril.

## Carretera de frontera

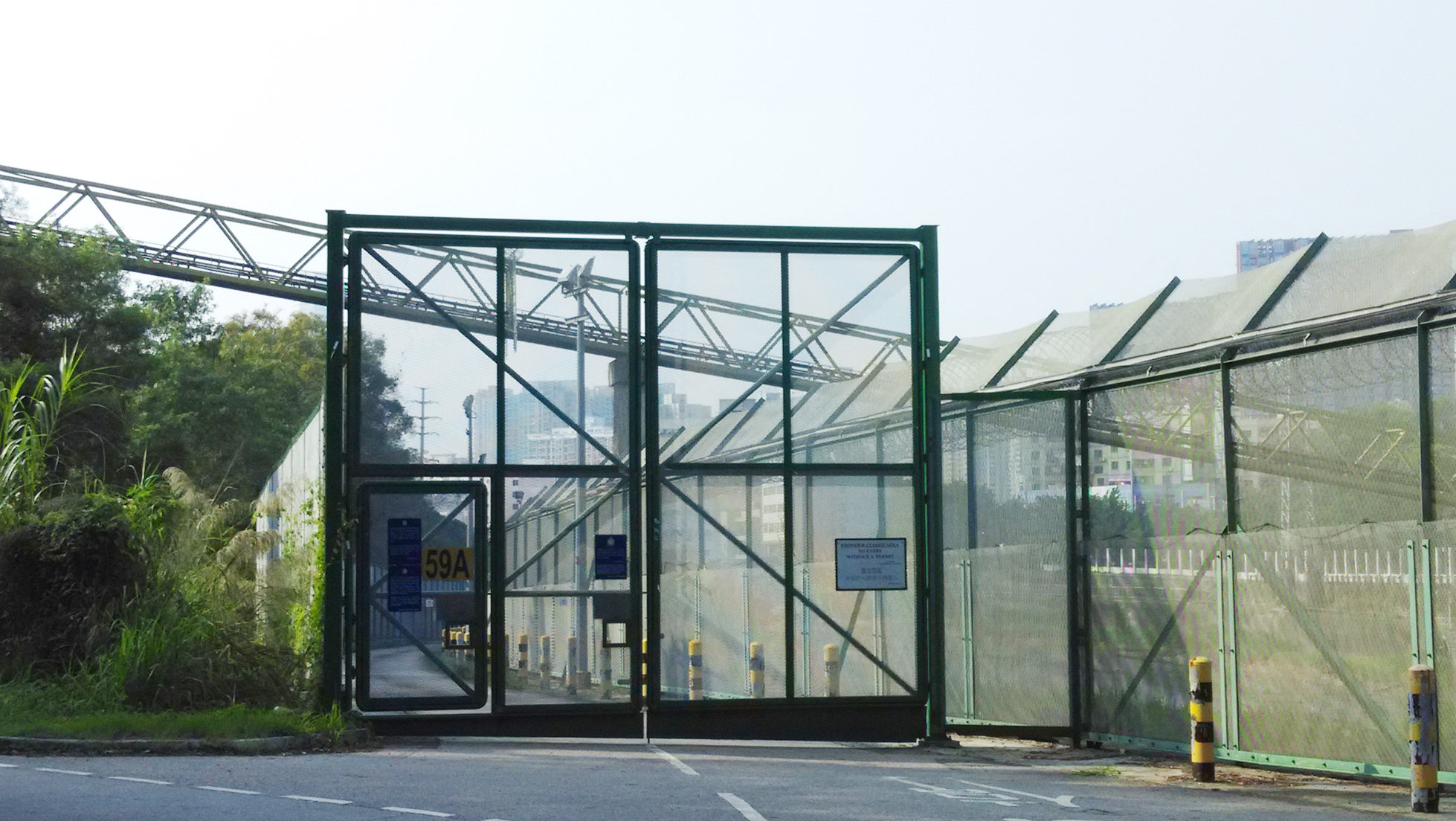
Carretera fronterera envoltada de tanques

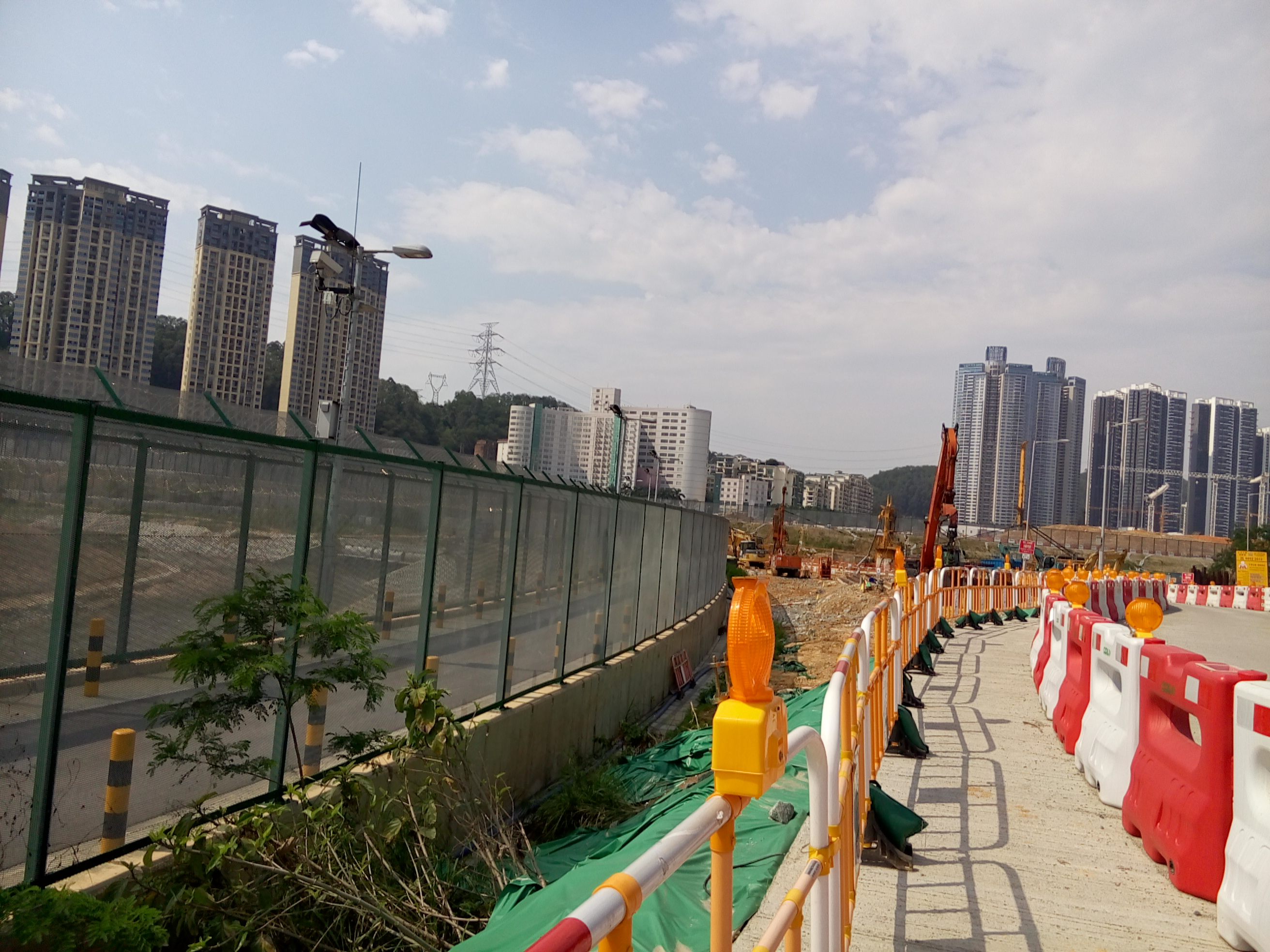
Liantang, Shenzhen ivvist des de Ta Kwu Ling amb la carretera fronterera i tanques en primer pla

La Carretera Fronterera ((xinès)) és una carretera al llarg del marge sud del riu Sham Chun, i la carretera més septentrional de Hong Kong. Actualment s'utilitza només per a patrulla i l'entrada pública està prohibida. Comença des de la Reserva Natural Mai Po a Yuen Long i acaba al llarg de la carretera Lin Ma Hang, dividida en 3 seccions pel riu Ng Tung i el riu Ping Yuen.